# Фінал Ліги Європи УЄФА 2023
Фінал Ліги Європи УЄФА 2023 — 52-й фінал Кубка УЄФА та 14-й у форматі Ліги Європи. Відбувся 31 травня 2023 року у Будапешті (Угорщина) на «Пушкаш-Арені».
Переможець фіналу потрапив до групового етапу Ліги чемпіонів УЄФА 2023—2024, через те що не кваліфікувався до Ліги чемпіонів через виступ у національному чемпіонаті.

## Команди
У таблиці нижче фінали до 2009 року з епохи Кубка УЄФА, а з 2010 року — з епохи Ліги Європи УЄФА.
| Команда | Попередні виступи (жирним шрифтом виділені перемоги) |
| ------- | ---------------------------------------------------- |
| Рома    | 1 (1991)                                             |
| Севілья | 6 (2006, 2007, 2014, 2015, 2016, 2020)               |

## Місце проведення
Пушкаш-Арена знаходиться у столиці та найбільшому місті Угорщини ‒ Будапешті. Пушкаш-Арена є домашнім стадіоном для збірної Угорщини, а також угорські клуби іноді грають матчі єврокубків.
Стадіон було збудовано на місці стадіону «Ференц Пушкаш» у 2019 році. На момент відкриття, стадіон був серед 20 найбільших в Європі. На стадіоні проходили матчі багатьох турнірів, серед яких фінали кубків Угорщини, Суперкубок УЄФА 2020, а також матчі Євро-2020.

## Шлях до фіналу
Примітка: У всіх результатах, поданих нижче, голи фіналістів подаються першими, натомість де відбувався матч вказано в дужках (д: вдома; г: в гостях; н: на нейтральному полі).
| Поз | Команда             | І | О  |
| --- | ------------------- | - | -- |
| 1   | Манчестер Сіті      | 6 | 14 |
| 2   | Боруссія (Дортмунд) | 6 | 9  |
| 3   | Севілья             | 6 | 5  |
| 4   | Копенгаген          | 6 | 3  |

| Поз | Команда    | І | О  |
| --- | ---------- | - | -- |
| 1   | Реал Бетіс | 6 | 16 |
| 2   | Рома       | 6 | 10 |
| 3   | Лудогорець | 6 | 7  |
| 4   | ГІК        | 6 | 1  |

## Матч
| 31 травня 2023 22:00 (21:00 CEST) |

| Севілья                                 | 1:1      | Рома                            |
| --------------------------------------- | -------- | ------------------------------- |
| - Манчіні 55' (аг)                      | Протокол | - Дибала 35'                    |
|                                         | Пенальті |                                 |
| - Окампос - Ламела - Ракитич - Монтьєль | 4:1      | - Крістанте - Манчіні - Ібаньєс |

| Пушкаш Арена, Будапешт Глядачів: 61 476 Арбітр: Ентоні Тейлор (Англія) |

| Севілья | Рома |

| ВР                   | 13 | Буну             |         |          |
| ЗХ                   | 16 | Хесус Навас ()   |         | 94'*     |
| ЗХ                   | 44 | Лоїк Баде        |         |          |
| ЗХ                   | 6  | Неманья Гудель   |         | 120+8'*  |
| ЗХ                   | 3  | Алекс Теллес     |         | 94'**    |
| ПЗ                   | 20 | Фернандо         |         | 120+8'** |
| ПЗ                   | 10 | Іван Ракитич     | 65'     |          |
| ПЗ                   | 55 | Лукас Окампос    | 120+10' |          |
| ПЗ                   | 21 | Олівер Торрес    |         | 46'**    |
| ПЗ                   | 25 | Браян Хіль       |         | 46'*     |
| НП                   | 15 | Юссеф Ен-Несірі  |         |          |
| Запасні:             |    |                  |         |          |
| ВР                   | 1  | Марко Дмитрович  |         |          |
| ВР                   | 31 | Альберто Флорес  |         |          |
| ЗХ                   | 2  | Гонсало Монтьєль | 120+4'  | 94'*     |
| ЗХ                   | 4  | Карім Рекік      |         | 94'**    |
| ЗХ                   | 14 | Тангі Ньянзу     |         |          |
| ЗХ                   | 23 | Маркан           |         | 120+8'*  |
| ПЗ                   | 8  | Жоан Жордан      | 120'    | 120+8'** |
| ПЗ                   | 24 | Папу Гомес       |         |          |
| ПЗ                   | 43 | Ману Буено       |         |          |
| НП                   | 7  | Сусо             |         | 46'**    |
| НП                   | 12 | Рафа Мір         | 36'     |          |
| НП                   | 17 | Ерік Ламела      | 109'    | 46'*     |
| Головний тренер:     |    |                  |         |          |
| Хосе Луїс Менділібар |    |                  |         |          |

| ВР               | 1  | Руй Патрісіу          |         |        |
| ЗХ               | 23 | Джанлука Манчіні      | 48'     |        |
| ЗХ               | 6  | Кріс Смоллінг         |         |        |
| ЗХ               | 3  | Рожер Ібаньєс         |         |        |
| ПЗ               | 19 | Зекі Челік            | 74'     | 91'    |
| ПЗ               | 4  | Браян Крістанте       | 65'     |        |
| ПЗ               | 8  | Неманья Матич         | 21'     | 120'   |
| ПЗ               | 37 | Леонардо Спінаццола   |         | 106'*  |
| ПЗ               | 7  | Лоренцо Пеллегріні () | 45'     | 106'** |
| НП               | 21 | Пауло Дибала          |         | 68'    |
| НП               | 9  | Теммі Абрагам         |         | 75'    |
| Запасні:         |    |                       |         |        |
| ВР               | 63 | П'єтро Бур            |         |        |
| ВР               | 99 | Міле Свілар           |         |        |
| ЗХ               | 2  | Рік Карсдорп          | 120+10' |        |
| ЗХ               | 14 | Дієго Льоренте        |         | 106'*  |
| ПЗ               | 20 | Маді Камара           |         |        |
| ПЗ               | 25 | Джорджиньо Вейналдум  |         | 68'    |
| ПЗ               | 52 | Едоардо Бове          |         | 120'   |
| ПЗ               | 59 | Нікола Залевський     | 105'    | 91'    |
| ПЗ               | 62 | Крістіан Вольпато     |         |        |
| ПЗ               | 68 | Беньямін Тагірович    |         |        |
| НП               | 11 | Андреа Белотті        |         | 75'    |
| НП               | 92 | Стефан Ель-Шаараві    |         | 106'** |
| Головний тренер: |    |                       |         |        |
| Жозе Моурінью    |    |                       |         |        |

| Гравець матчу: Помічники арбітра: Гарі Бесвік (Англія) Адам Нанн (Англія) Четвертий арбітр: Майкл Олівер (Англія) Резервний арбітр: Стюарт Барт (Англія) Відеоасистент арбітра: Стюарт Аттвелл (Англія) Відеоасистенти: Кріс Кавана (Англія) Бастіан Данкерт (Німеччина) | Регламент - 90 хвилин. - 30 хвилин додаткового часу за необхідності. - Серія пенальті за необхідності. - По дванадцять запасних гравців. - Максимум три заміни гравців від кожної команди посеред матчу та четверта у разі додаткового часу. |